# Ivan Nikčević
Ivan Nikčević (szerbül: Иван Никчевић, Nikšić, 1981. február 11. –) Európa-bajnoki ezüstérmes szerb válogatott kézilabdázó.

## Pályafutása

### Klubcsapatokban
Szülővárosában kezdett el kézilabdázni, tizenkét éves korában a Sutjeska Nikšićben, ahol tizenhat évesen mutatkozott be a felnőttek között. Egy évvel később a belgrádi Crvena Zvezdához igazolt, ahol 2005-ig játszott. A 2003–2004-es szezonban alapembere volt a bajnokságot és kupát nyerő csapatnak, a következő kiírásban pedig 21 gólt szerzett a Bajnokok Ligájában, ezzel a csapat második legjobb gólszerzője volt Petar Nenadić mögött. A Crvena két győzelemmel zárt a csoportkörben.
2005 nyarán Spanyolországba igazolt, ahol számos csapatban megfordult, így kézilabdázott az Alteában, az Almériában, a San Antonióban és a Valladolidban is. Hét szezont követően országot váltott és Lengyelországba, a Wisła Płockhoz szerződött, ahol négy évet játszott.  2016 nyarán a lisszaboni Sporting játékosa lett, akikkel két bajnoki címet, 2017-ben pedig Challenge Cupot nyert.

### A válogatottban
Húszévesen, 2001-ben kapott először meghívót a felnőtt válogatottba. Szerbia és Montenegró különválásakor visszautasította a montenegrói válogatottságot és a szerb csapatban szerepelt a továbbiakban. A hazai rendezésű 2012-es Európa-bajnokságon az ezüstérmet szerző válogatott tagja volt, részt vett a 2012-es londoni olimpián. Egy időben a válogatott csapatkapitánya is volt, 2016-ban lépett pályára utoljára címeres mezben.

## Sikerei, díjai
Crvena Zvezda
- Szerb-montenegrói bajnok: 2004
- Szerb-montenegrói Kupa-győztes: 2004

Sporting
- Portugál bajnok: 2017, 2018
- Challenge Cup-győztes: 2017